# Myrmecodemus
Myrmecodemus is een geslacht van kevers uit de familie van de loopkevers (Carabidae). De wetenschappelijke naam van het geslacht is voor het eerst geldig gepubliceerd in 1923 door Sloane.

## Soorten
Het geslacht Myrmecodemus omvat de volgende soorten:
- Myrmecodemus formicoides Sloane, 1910
- Myrmecodemus globulicollis (Macleay, 1888)
- Myrmecodemus lucai Baehr, 2005
- Myrmecodemus pilosellus Baehr, 2005
- Myrmecodemus riverinae (Sloane, 1890)